# Puchar Świata Juniorów w saneczkarstwie 2022/2023
Sezon 2022/2023 Pucharu Świata Juniorów w saneczkarstwie rozpoczął się 30 listopada 2022 r. w norweskim Lillehammer. Ostatnie zawody z tego cyklu zostały rozegrane w Austrii 21 stycznia 2023 r. na torze w Bludenz.
Podczas sezonu 2022/2023 odbyły się dwie imprezy, na których rozdane zostały medale. Podczas zawodów Pucharu Świata w niemieckim Altenbergu odbyły się jednocześnie Mistrzostwa Europy Juniorów, natomiast w dniach 14–15 stycznia 2023 zostały rozegrane Mistrzostwa Świata Juniorów w austriackim Bludenz.

## Kalendarz Pucharu Świata
| Lp.      | Data                        | Miejscowość | Konkurencja                                       | 1. miejsce                                                                 | 2. miejsce                                                                   | 3. miejsce                                                                         |
| -------- | --------------------------- | ----------- | ------------------------------------------------- | -------------------------------------------------------------------------- | ---------------------------------------------------------------------------- | ---------------------------------------------------------------------------------- |
| 1&2. PŚJ | 30 listopada–3 grudnia 2022 | Lillehammer | Jedynki juniorek                                  | Anka Jänicke                                                               | Antonia Pietschmann                                                          | Barbara Allmaier                                                                   |
| 1&2. PŚJ | 30 listopada–3 grudnia 2022 | Lillehammer | Jedynki juniorek                                  | Antonia Pietschmann                                                        | Barbara Allmaier                                                             | Anka Jänicke                                                                       |
| 1&2. PŚJ | 30 listopada–3 grudnia 2022 | Lillehammer | Jedynki juniorów                                  | Kaspars Rinks                                                              | Marco Leger                                                                  | Fabio Zauser                                                                       |
| 1&2. PŚJ | 30 listopada–3 grudnia 2022 | Lillehammer | Jedynki juniorów                                  | Marco Leger                                                                | Aidan Mueller                                                                | Matthew Greiner                                                                    |
| 1&2. PŚJ | 30 listopada–3 grudnia 2022 | Lillehammer | Dwójki juniorek                                   | Niemcy Annika Krause · Magdalena Matschina                                 | Niemcy Elisa-Marie Storch · Elia Reitmeier                                   | Austria Lina Riedl · Anna Lerch                                                    |
| 1&2. PŚJ | 30 listopada–3 grudnia 2022 | Lillehammer | Dwójki juniorek                                   | Łotwa Viktorija Ziediņa · Selīna Zvilna                                    | Łotwa Marta Robežniece · Kitija Bogdanova                                    | Austria Lina Riedl · Anna Lerch                                                    |
| 1&2. PŚJ | 30 listopada–3 grudnia 2022 | Lillehammer | Dwójki juniorów                                   | Niemcy Moritz Jäger · Valentin Steudte                                     | Łotwa Kaspars Rinks · Vitālijs Jegorovs                                      | Stany Zjednoczone Marcus Mueller · Ansel Haugsjaa                                  |
| 1&2. PŚJ | 30 listopada–3 grudnia 2022 | Lillehammer | Dwójki juniorów                                   | Niemcy Moritz Jäger · Valentin Steudte                                     | Stany Zjednoczone Marcus Mueller · Ansel Haugsjaa                            | Łotwa Kaspars Rinks · Vitālijs Jegorovs                                            |
| 1&2. PŚJ | 30 listopada–3 grudnia 2022 | Lillehammer | Sztafety mieszane juniorów                        | Niemcy Antonia Pietschmann · Marco Leger · Moritz Jäger · Valentin Steudte | Łotwa Zane Kaluma · Kaspars Rinks · Raimonds Baltgalvis · Krisjanis Bruns    | Austria Barbara Allmaier · Fabio Zauser · Lina Riedl · Anna Lerch                  |
| 3. PŚJ   | 9–10 grudnia 2022           | Winterberg  | Jedynki juniorek                                  | Anka Jänicke                                                               | Alina Bräutigam                                                              | Alexandra Oberstolz                                                                |
| 3. PŚJ   | 9–10 grudnia 2022           | Winterberg  | Jedynki juniorów                                  | Kaspars Rinks                                                              | Marco Leger                                                                  | Noah Kallan                                                                        |
| 3. PŚJ   | 9–10 grudnia 2022           | Winterberg  | Dwójki juniorek                                   | Włochy Nadia Falkensteiner · Annalena Huber                                | Łotwa Viktorija Ziediņa · Selīna Zvilna                                      | Łotwa Marta Robežniece · Kitija Bogdanova                                          |
| 3. PŚJ   | 9–10 grudnia 2022           | Winterberg  | Dwójki juniorów                                   | Niemcy Pascal Kunze · Maddox Götze                                         | Niemcy Moritz Jäger · Valentin Steudte                                       | Stany Zjednoczone Marcus Mueller · Ansel Haugsjaa                                  |
| 3. PŚJ   | 9–10 grudnia 2022           | Winterberg  | Sztafety mieszane juniorów                        | Niemcy Anka Jänicke · Marco Leger · Pascal Kunze · Maddox Götze            | Łotwa Frančeska Bona · Kaspars Rinks · Raimonds Baltgalvis · Krisjanis Bruns | Stany Zjednoczone Sophia Gordon · Hunter Harris · Marcus Mueller · Ansel Haugsjaa  |
| 4. PŚJ   | 16–17 grudnia 2022          | Altenberg   | Jedynki juniorek                                  | Antonia Pietschmann                                                        | Alina Bräutigam                                                              | Dorothea Schwarz                                                                   |
| 4. PŚJ   | 16–17 grudnia 2022          | Altenberg   | Jedynki juniorów                                  | Kaspars Rinks                                                              | Noah Kallan                                                                  | Alex Gufler                                                                        |
| 4. PŚJ   | 16–17 grudnia 2022          | Altenberg   | Dwójki juniorek                                   | Austria Lisa Zimmermann · Dorothea Schwarz                                 | Włochy Nadia Falkensteiner · Annalena Huber                                  | Niemcy Elisa-Marie Storch · Elia Reitmeier                                         |
| 4. PŚJ   | 16–17 grudnia 2022          | Altenberg   | Dwójki juniorów                                   | Łotwa Kaspars Rinks · Vitālijs Jegorovs                                    | Niemcy Moritz Jäger · Valentin Steudte                                       | Stany Zjednoczone Marcus Mueller · Ansel Haugsjaa                                  |
| 4. PŚJ   | 16–17 grudnia 2022          | Altenberg   | Sztafety mieszane juniorów                        | Niemcy Antonia Pietschmann · Marco Leger · Moritz Jäger · Valentin Steudte | Łotwa Frančeska Bona · Kaspars Rinks · Raimonds Baltgalvis · Krisjanis Bruns | Włochy Alexandra Oberstolz · Alex Gufler · Philipp Brunner · Manuel Weissensteiner |
| ME       | 16–17 grudnia 2022          | Altenberg   | Mistrzostwa Europy Juniorów w Saneczkarstwie 2023 | Mistrzostwa Europy Juniorów w Saneczkarstwie 2023                          | Mistrzostwa Europy Juniorów w Saneczkarstwie 2023                            | Mistrzostwa Europy Juniorów w Saneczkarstwie 2023                                  |
| MŚ       | 14–15 stycznia 2023         | Bludenz     | Mistrzostwa Świata Juniorów w Saneczkarstwie 2023 | Mistrzostwa Świata Juniorów w Saneczkarstwie 2023                          | Mistrzostwa Świata Juniorów w Saneczkarstwie 2023                            | Mistrzostwa Świata Juniorów w Saneczkarstwie 2023                                  |
| 5&6. PŚJ | 18–21 stycznia 2023         | Bludenz     | Jedynki juniorek                                  | Antonia Pietschmann                                                        | Alina Bräutigam                                                              | Melina Fischer                                                                     |
| 5&6. PŚJ | 18–21 stycznia 2023         | Bludenz     | Jedynki juniorek                                  | Anka Jänicke                                                               | Barbara Allmaier                                                             | Antonia Pietschmann                                                                |
| 5&6. PŚJ | 18–21 stycznia 2023         | Bludenz     | Jedynki juniorów                                  | Marco Leger                                                                | Noah Kallan                                                                  | Hannes Röder                                                                       |
| 5&6. PŚJ | 18–21 stycznia 2023         | Bludenz     | Jedynki juniorów                                  | Kaspars Rinks                                                              | Marco Leger                                                                  | Hannes Röder                                                                       |
| 5&6. PŚJ | 18–21 stycznia 2023         | Bludenz     | Dwójki juniorek                                   | Łotwa Viktorija Ziediņa · Selīna Zvilna                                    | Łotwa Marta Robežniece · Kitija Bogdanova                                    | Niemcy Annika Krause · Magdalena Matschina                                         |
| 5&6. PŚJ | 18–21 stycznia 2023         | Bludenz     | Dwójki juniorek                                   | Łotwa Viktorija Ziediņa · Selīna Zvilna                                    | Łotwa Marta Robežniece · Kitija Bogdanova                                    | Niemcy Annika Krause · Magdalena Matschina                                         |
| 5&6. PŚJ | 18–21 stycznia 2023         | Bludenz     | Dwójki juniorów                                   | Niemcy Moritz Jäger · Valentin Steudte                                     | Łotwa Kaspars Rinks · Vitālijs Jegorovs                                      | Stany Zjednoczone Marcus Mueller · Ansel Haugsjaa                                  |
| 5&6. PŚJ | 18–21 stycznia 2023         | Bludenz     | Dwójki juniorów                                   | Niemcy Moritz Jäger · Valentin Steudte                                     | Łotwa Kaspars Rinks · Vitālijs Jegorovs                                      | Stany Zjednoczone Marcus Mueller · Ansel Haugsjaa                                  |
| 5&6. PŚJ | 18–21 stycznia 2023         | Bludenz     | Sztafety mieszane juniorów                        | Niemcy Antonia Pietschmann · Marco Leger · Moritz Jäger · Valentin Steudte | Łotwa Zane Kaluma · Kaspars Rinks · Raimonds Baltgalvis · Krisjanis Bruns    | Słowacja Viktória Praxová · Metod Majerčák · Christián Bosman · Michal Macko       |

## Klasyfikacje

### Jedynki juniorek
| Miejsce | Zawodniczka         | Reprezentacja | Punkty |
| ------- | ------------------- | ------------- | ------ |
| 1.      | Antonia Pietschmann | Niemcy        | 476    |
| 2.      | Alina Bräutigam     | Niemcy        | 425    |
| 3.      | Anka Jänicke        | Niemcy        | 417    |
| 4.      | Barbara Allmaier    | Austria       | 389    |
| 5.      | Melina Fischer      | Niemcy        | 305    |
| 6.      | Teresa Kirchmair    | Austria       | 257    |
| 7.      | Zane Kaluma         | Łotwa         | 226    |
| 8.      | Anna Čežíková       | Czechy        | 204    |
| 9.      | Anna Vejdělková     | Czechy        | 183    |
| 10.     | Julianna Tunicka    | Ukraina       | 178    |

### Jedynki juniorów
| Miejsce | Zawodnik        | Reprezentacja     | Punkty |
| ------- | --------------- | ----------------- | ------ |
| 1.      | Marco Leger     | Niemcy            | 510    |
| 2.      | Kaspars Rinks   | Łotwa             | 491    |
| 3.      | Noah Kallan     | Austria           | 300    |
| 4.      | Aidan Mueller   | Stany Zjednoczone | 299    |
| 5.      | Fabio Zauser    | Austria           | 268    |
| 6.      | Hans Fritsch    | Niemcy            | 254    |
| 7.      | Hannes Röder    | Niemcy            | 246    |
| 8.      | Markus Arnold   | Niemcy            | 244    |
| 9.      | Lukas Peccei    | Włochy            | 212    |
| 10.     | Matthew Greiner | Stany Zjednoczone | 186    |

### Dwójki juniorek
| Miejsce | Zawodniczki                        | Reprezentacja | Punkty |
| ------- | ---------------------------------- | ------------- | ------ |
| 1.      | Viktorija Ziediņa Selīna Zvilna    | Łotwa         | 491    |
| 2.      | Marta Robežniece Kitija Bogdanova  | Łotwa         | 427    |
| 3.      | Elisa-Marie Storch Elia Reitmeier  | Niemcy        | 363    |
| 4.      | Anika Krause Magdalena Matschina   | Niemcy        | 350    |
| 5.      | Anna Čežíková Lucie Jansová        | Czechy        | 316    |
| 6.      | Lina Riedl Anna Lerch              | Austria       | 286    |
| 7.      | Markéta Nováková Anna Vejdělková   | Czechy        | 277    |
| 8.      | Nadia Falkensteiner Annalena Huber | Włochy        | 185    |
| 9.      | Nikola Domowicz Dominika Piwkowska | Polska        | 152    |
| 10.     | Natasza Chytrenko Wiktorija Kowal  | Ukraina       | 127    |

### Dwójki juniorów
| Miejsce | Zawodnicy                           | Reprezentacja     | Punkty |
| ------- | ----------------------------------- | ----------------- | ------ |
| 1.      | Moritz Jäger Valentin Steudte       | Niemcy            | 570    |
| 2.      | Kaspars Rinks Vitālijs Jegorovs     | Łotwa             | 480    |
| 3.      | Marcus Mueller Ansel Haugsjaa       | Stany Zjednoczone | 435    |
| 4.      | Pascal Kunze Maddox Götze           | Niemcy            | 377    |
| 5.      | Raimonds Baltgalvis Krisjanis Bruns | Łotwa             | 267    |
| 6.      | Paul Kunze Max Trippner             | Niemcy            | 253    |
| 7.      | Aidan Mueller Frank Ike             | Stany Zjednoczone | 192    |
| 8.      | Wadym Mykiewycz Bohdan Babura       | Ukraina           | 144    |
| 9.      | Vratislav Varga Metod Majerčák      | Słowacja          | 124    |
| 10.     | Christián Bosman Michal Macko       | Słowacja          | 92     |

### Sztafety mieszane juniorów
| Miejsce | Reprezentacja     | Punkty |
| ------- | ----------------- | ------ |
| 1.      | Niemcy            | 400    |
| 2.      | Łotwa             | 340    |
| 3.      | Ukraina           | 225    |
| 4.      | Stany Zjednoczone | 180    |
| 5.      | Czechy            | 147    |
| 6.      | Włochy            | 130    |
| 7.      | Austria           | 125    |
| 8.      | Słowacja          | 116    |